# Стип-Пойнт

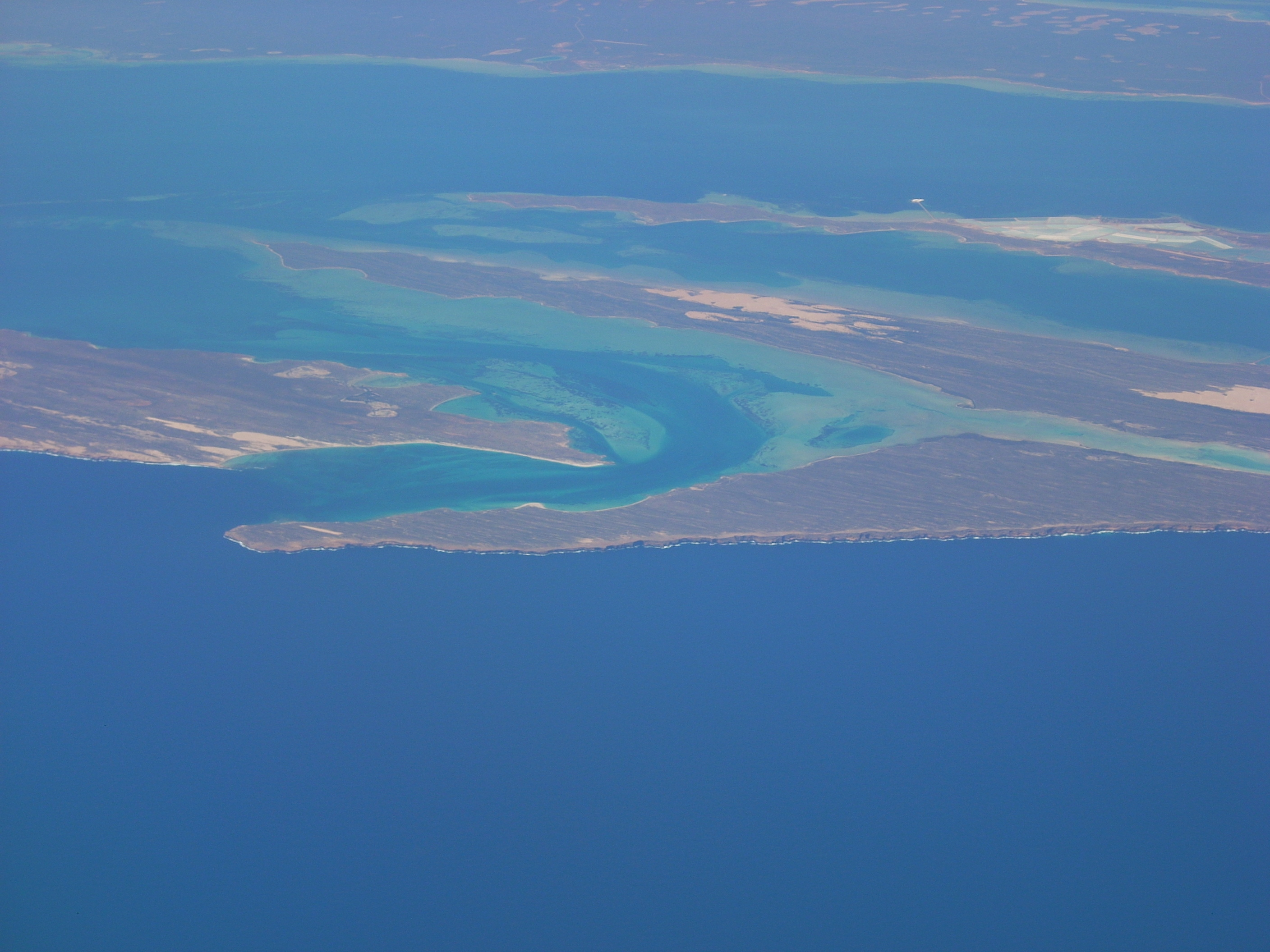
Вид на мыс с северо-запада.

Стип-Пойнт (англ. Steep Point) — мыс, самая западная точка Австралийского континента.

## География
Мыс Стип-Пойнт расположен на полуострове Идел-Ленд, в пределах объекта Всемирного наследия Шарк-Бей. Административно является территорией региона Гаскойн австралийского штата Западная Австралия. Расположен примерно в 1000 км к северо-западу от города Перт и в 50 км к юго-западу, от Денема, ближайшего населённого пункта на соседнем полуострове Перон. К северу от мыса находится остров Дерк-Хартог. Омывается водами Индийского океана.
Берега мыса крутые до 200 м, в основном известнякового происхождения.

## История
Первым европейцем, увидевшим мыс, стал голландский путешественник Виллем Фламинг, который в 1697 году назвал его «Steyle Hock» (в переводе с голландского «крутой мыс»). В 1801 году французский путешественник Луи Фрейсине дал другое название мысу — Point Escarpee, но уже в 1822 году английский путешественник Филлип Кинг вернул историческое название, но в английском переводе — Steep Point.
В настоящее время Стип-Пойнт является популярным местом рыбалки.